# Gihanga
Gihanga (Twórca, Wynalazca) – pierwszy, historyczny władca (mwami) Rwandy. Według Alexisa Kagame panował w latach 1091-1124. W tradycji ustnej otwiera listę jedenastu monarchów nazywanych Abami b'umuszumi (Królowie pasa).
Zjednoczył pod swoim panowaniem liczne drobne państewka. Nie jest jednak pewne, czy udało mu się scalić wszystkie ziemie rwandyjskie.
Po śmierci Gihangi państwo podzielili między siebie jego synowie.